# Northern League One
La Northern League One è il secondo livello di calcio nella parte settentrionale dello Stato del Nuovo Galles del Sud, Australia. A livello nazionale, è di un grado inferiore alla NPL Northern NSW e costituisce la quarta serie del paese. È diretto dalla NNSWF, la federazione dello stato di appartenenza.

## Storia
Nel 2014, la NNSWF annuncia l'espansione della propria piramide calcistica, introducendo una nuova seconda divisione statale legata alla NPL Northern NSW tramite un sistema di promozioni/retrocessioni.

## Squadre partecipanti
Stagione 2025.
- Cessnock City
- Dudley Redhead Utd
- Kahibah
- Lake Macquarie City
- Singleton Strikers
- South Cardiff
- Thornton Redbacks
- Toronto Awaba
- Wallsend
- West Wallsend

## Albo d'oro

### Vincitori della Northern League One
- 2014 -  Maitland
- 2015 -  Wallsend
- 2016 -  Wallsend
- 2017 -  Cooks Hill Utd
- 2018 -  Belmont Swansea Utd
- 2019 -  Belmont Swansea Utd
- 2020 -  Singleton Strikers
- 2021 - Cancellata a causa della pandemia di Covid-19
- 2022 -  Belmont Swansea Utd
- 2023 -  West Wallsend
- 2024 -  Belmont Swansea Utd